# Kenzie Priddell
Kenzie Priddell, född 8 juli 1997 i Regina, är en kanadensisk konstsimmare. 

## Karriär
Priddell började med konstsim som nioåring. Vid VM 2022 i Budapest var hon en del av Kanadas lag som slutade på sjunde plats i highlight och på åttonde plats i det tekniska lagprogrammet.
Vid panamerikanska spelen 2023 i Santiago var Priddell en del av Kanadas lag som tog brons i lagtävlingen. Vid VM 2023 i Fukuoka slutade hon på 18:e plats tillsammans med Scarlett Finn i det tekniska parprogrammet samt var en del av Kanadas lag som slutade på sjätte plats i det akrobatiska lagprogrammet och på 14:e plats i det tekniska lagprogrammet.
Vid VM 2024 i Doha var Priddell en del av Kanadas lag som slutade på fjärde plats i det akrobatiska lagprogrammet, sjätte plats i det tekniska lagprogrammet och på sjunde plats i det fria lagprogrammet. Vid olympiska sommarspelen 2024 i Paris var hon en del av Kanadas lag som slutade på sjätte plats i lagtävlingen.